# Lutz Niemann (Koch)
Lutz Niemann (* 1961) ist ein deutscher Koch.

## Werdegang
Nach der Ausbildung arbeitete Niemann 1988 in Praia do Forte in Brasilien. 1989 besuchte er die Meisterschule.
Von 1990 bis Ende 2024 war er Küchenchef im Restaurant Orangerie im Hotel Maritim Timmendorfer Strand. Das Restaurant wurde ab 1994 mit einem Stern im Guide Michelin und ab 2010 mit 17 Punkten im Gault Millau ausgezeichnet.
Im Dezember 2024 ist Niemann in den Ruhestand gegangen.

## Auszeichnungen
- Ab 1994: Ein Stern im Guide Michelin
- Ab 2010: 17 Punkte im Gault Millau